# Кафявоглава чайка
Кафявоглава чайка (Chroicocephalus brunnicephalus) е вид малка птица от семейство Чайкови (Laridae).

## Разпространение
Видът е разпространен във високите плата на Централна Азия от Таджикистан до Ордос във Вътрешна Монголия. Той е мигриращ, зимува по бреговете и големите вътрешни езера на Индийския субконтинент.